# Herman Potočnik
Herman Potočnik (pseudonym Hermann Noordung; 22. prosince 1892 Pula – 27. srpna 1929 Vídeň) byl slovinský raketový inženýr. Jako první uvažoval o umístění vesmírné stanice na geostacionární dráhu.

## Život
Potočnik se narodil v rakousko-uherském přístavním městě Pula. Jeho rodiče byli Slovinci (jeho matka byla dcerou českých přistěhovalců). Vyrůstal v Mariboru.
Studoval na technické vojenské akademii v Mödlingu a na polytechnice ve Vídni.
Na konci roku 1928 vyšla jeho jediná kniha Das Problem der Befahrung des Weltraums – der Raketen-Motor. Popsal v ní použití kosmické lodi pro mírové i vojenské účely. Kniha je považována za první dílo, které analyzuje kosmický let s posádkou.
Zemřel 27. srpna 1929 ve Vídni na zápal plic ve věku 36 let.

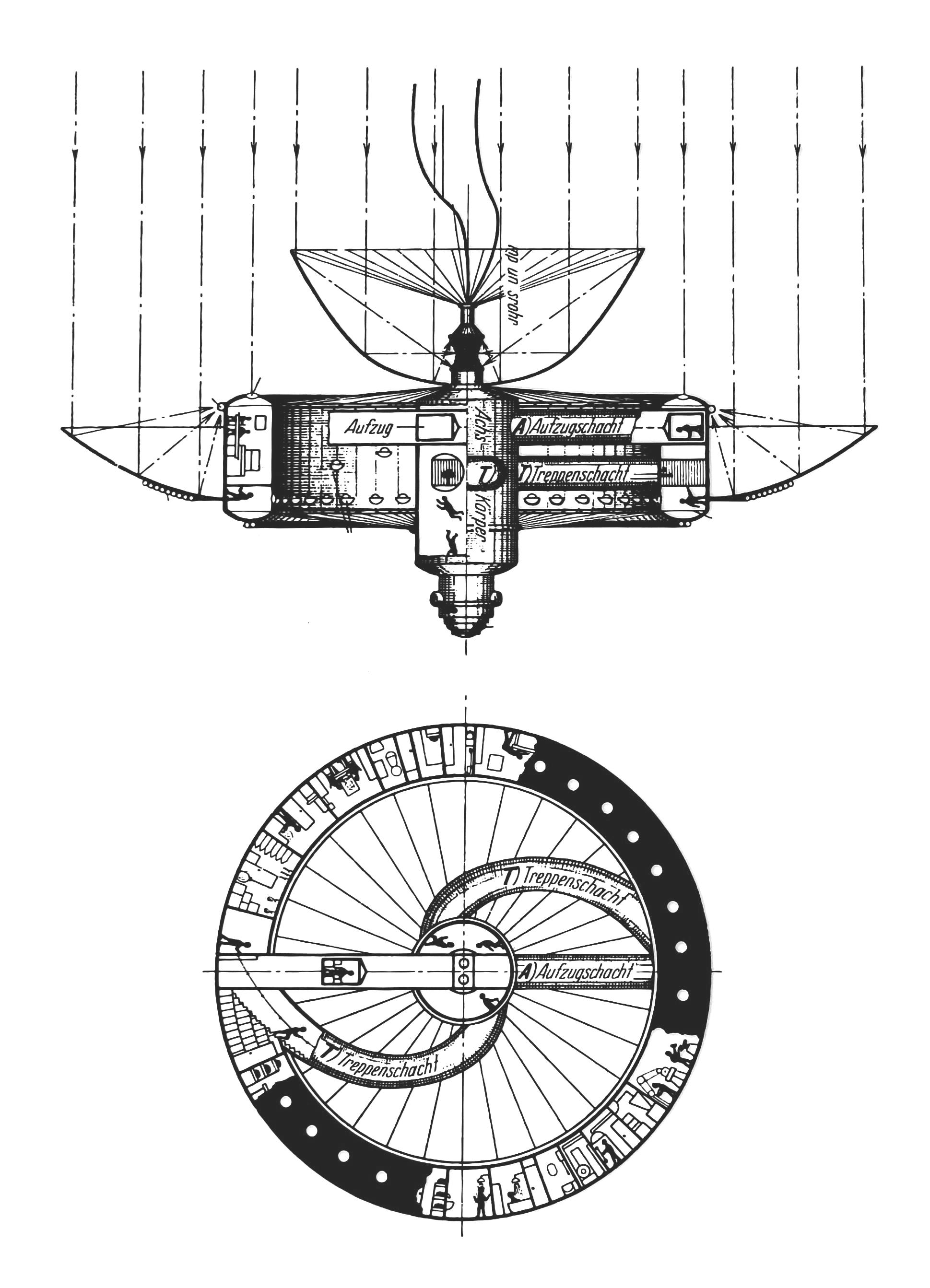
Rotující kosmická loď s ubytovnou